# El Cubo de Don Sancho
El Cubo de Don Sancho là một đô thị ở tỉnh Salamanca, phía tây Tây Ban Nha, cộng đồng tự trị Castile-Leon. Đô thị này có cự ly 66 kilômét so với thành phố tỉnh lỵ Salamanca và có dân số 563 người.
Đô thị này có diện tích 91,14 km².
Đô thị này nằm ở khu vực có độ cao 736 mét trên mực nước biển.
Mã số bưu chính là 37281.